# Campionatul Mondial de Handbal Feminin pentru Tineret din 2016
Campionatul Mondial de Handbal Feminin pentru Tineret din 2016 a fost a XX-a ediție a turneului organizat Federația Internațională de Handbal și s-a desfășurat în Rusia, între 2 și 15 iulie 2016.

## Echipele calificate
Africa
- Angola
- Egipt
- Tunisia

Asia
- China
- Japonia
- Kazahstan
- Coreea de Sud
- Uzbekistan

Europa
- Austria (în locul Oceaniei)[2]
- Croația
- Danemarca
- Franța
- Germania
- Ungaria
- Muntenegru
- Țările de Jos
- Norvegia
- România (câștigătoarea Campionatului Mondial din 2014)
- Rusia (gazdă)
- Spania
- Suedia

Pan-America
- Argentina
- Brazilia
- Chile

## Săli
Toate meciurile s-au jucat la Moscova, în două săli:
- Palatul Sporturilor „Dinamo” Krîlatskoie (5.000 de locuri)
- Complexul Sportiv Universitar ȚSKA „Alexandr Iakovlevici Gomelski” (4.500 de locuri)

| Moscova                                                                      | Moscova                                                                             |
| Palatul Sporturilor „Dinamo” (Strada Ostrovnaia, clădirea 7) 5.000 de locuri | ȚSKA „Alexandr Iakovlevici Gomelski” (Leningradskii Prospekt nr.39) 4.500 de locuri |
|                                                                              |                                                                                     |

## Fazele preliminare

### Grupa A
| Loc | Echipa     | MJ | V | E | Î | GM  | GP  | DG   | Pct | Calificare             |
| --- | ---------- | -- | - | - | - | --- | --- | ---- | --- | ---------------------- |
| 1   | Danemarca  | 5  | 5 | 0 | 0 | 151 | 104 | +47  | 10  | Avansate în semifinale |
| 2   | Norvegia   | 5  | 4 | 0 | 1 | 181 | 116 | +65  | 8   | Avansate în semifinale |
| 3   | Ungaria    | 5  | 3 | 0 | 2 | 141 | 125 | +16  | 6   | Avansate în semifinale |
| 4   | Angola     | 5  | 1 | 1 | 3 | 133 | 135 | −2   | 3   | Avansate în semifinale |
| 5   | Muntenegru | 5  | 1 | 1 | 3 | 111 | 126 | −15  | 3   |                        |
| 6   | Uzbekistan | 5  | 0 | 0 | 5 | 92  | 203 | −111 | 0   |                        |

| 3 iulie 2016 10:00 | Danemarca   | 28 - 24 | Angola                  | ȚSKA, Moscova Asistență: 100 Arbitri: Kiașko, Kiselev |
| 3 iulie 2016 10:00 | Kragballe 7 | (12-15) | Quizelete, Kamalandua 5 | ȚSKA, Moscova Asistență: 100 Arbitri: Kiașko, Kiselev |
| 3 iulie 2016 10:00 | 2× 3×       | Cronica | 2× 3×                   | ȚSKA, Moscova Asistență: 100 Arbitri: Kiașko, Kiselev |

| 3 iulie 2016 12:00 | Ungaria    | 41 - 19 | Uzbekistan    | ȚSKA, Moscova Asistență: 100 Arbitri: Kurtagić, Wetterwik |
| 3 iulie 2016 12:00 | Ferenczy 8 | (27-9)  | Najmedinova 5 | ȚSKA, Moscova Asistență: 100 Arbitri: Kurtagić, Wetterwik |
| 3 iulie 2016 12:00 | 4× 2×      | Cronica | 5× 3×         | ȚSKA, Moscova Asistență: 100 Arbitri: Kurtagić, Wetterwik |

| 3 iulie 2016 14:00 | Muntenegru  | 23 - 35 | Norvegia | ȚSKA, Moscova Asistență: 120 Arbitri: López, Mata |
| 3 iulie 2016 14:00 | Jovićević 6 | (9-19)  | Hernes 5 | ȚSKA, Moscova Asistență: 120 Arbitri: López, Mata |
| 3 iulie 2016 14:00 | 3× 2×       | Cronica | 3× 2×    | ȚSKA, Moscova Asistență: 120 Arbitri: López, Mata |

| 5 iulie 2016 16:00 | Angola     | 22 - 33 | Ungaria       | ȚSKA, Moscova Asistență: 100 Arbitri: Alves, Magalhães |
| 5 iulie 2016 16:00 | Da Costa 6 | (12-15) | Szabó, Tóth 7 | ȚSKA, Moscova Asistență: 100 Arbitri: Alves, Magalhães |
| 5 iulie 2016 16:00 | 9× 3×      | Cronica | 4× 3×         | ȚSKA, Moscova Asistență: 100 Arbitri: Alves, Magalhães |

| 5 iulie 2016 18:00 | Norvegia         | 28 - 30 | Danemarca   | ȚSKA, Moscova Asistență: 200 Arbitri: Gasmi, Gasmi |
| 5 iulie 2016 18:00 | Gigstad Fauske 7 | (15-15) | Kragballe 8 | ȚSKA, Moscova Asistență: 200 Arbitri: Gasmi, Gasmi |
| 5 iulie 2016 18:00 | 5× 3×            | Cronica | 1× 3×       | ȚSKA, Moscova Asistență: 200 Arbitri: Gasmi, Gasmi |

| 5 iulie 2016 20:00 | Uzbekistan    | 19 - 25 | Muntenegru             | ȚSKA, Moscova Asistență: 100 Arbitri: González, Prieto |
| 5 iulie 2016 20:00 | Najmedinova 6 | (9–15)  | Novaković, Pavićević 6 | ȚSKA, Moscova Asistență: 100 Arbitri: González, Prieto |
| 5 iulie 2016 20:00 | 2× 3×         | Cronica | 7× 3×                  | ȚSKA, Moscova Asistență: 100 Arbitri: González, Prieto |

| 6 iulie 2016 16:00 | Danemarca | 41 - 15 | Uzbekistan    | ȚSKA, Moscova Asistență: 110 Arbitri: Brunner, Salah |
| 6 iulie 2016 16:00 | Hansen 10 | (18-7)  | Najmedinova 4 | ȚSKA, Moscova Asistență: 110 Arbitri: Brunner, Salah |
| 6 iulie 2016 16:00 | 3×        | Cronica | 1× 2×         | ȚSKA, Moscova Asistență: 110 Arbitri: Brunner, Salah |

| 6 iulie 2016 18:00 | Ungaria | 26 - 21 | Muntenegru  | ȚSKA, Moscova Asistență: 200 Arbitri: Covalciuc, Covalciuc |
| 6 iulie 2016 18:00 | Élő 5   | (17-11) | Novaković 5 | ȚSKA, Moscova Asistență: 200 Arbitri: Covalciuc, Covalciuc |
| 6 iulie 2016 18:00 | 1× 3×   | Cronica | 5× 3×       | ȚSKA, Moscova Asistență: 200 Arbitri: Covalciuc, Covalciuc |

| 6 iulie 2016 20:00 | Angola     | 23 - 29 | Norvegia         | ȚSKA, Moscova Asistență: 150 Arbitri: Opava, Válek |
| 6 iulie 2016 20:00 | Nenganga 7 | (10-16) | Gigstad Fauske 5 | ȚSKA, Moscova Asistență: 150 Arbitri: Opava, Válek |
| 6 iulie 2016 20:00 | 2× 3×      | Cronica | 5× 3×            | ȚSKA, Moscova Asistență: 150 Arbitri: Opava, Válek |

| 8 iulie 2016 16:00 | Ungaria             | 24 - 35 | Norvegia | ȚSKA, Moscova Asistență: 100 Arbitri: Jedermann, Posch |
| 8 iulie 2016 16:00 | Ferenczy, Mistina 5 | (10–20) | Solaas 8 | ȚSKA, Moscova Asistență: 100 Arbitri: Jedermann, Posch |
| 8 iulie 2016 16:00 | 2×                  | Cronica | 6× 4×    | ȚSKA, Moscova Asistență: 100 Arbitri: Jedermann, Posch |

| 8 iulie 2016 18:00 | Muntenegru  | 20 - 24 | Danemarca    | ȚSKA, Moscova Asistență: 100 Arbitri: Erdoğan, Özdeniz |
| 8 iulie 2016 18:00 | Jovićević 7 | (12–17) | Lykkegaard 6 | ȚSKA, Moscova Asistență: 100 Arbitri: Erdoğan, Özdeniz |
| 8 iulie 2016 18:00 | 5× 3×       | Cronica | 5× 3×        | ȚSKA, Moscova Asistență: 100 Arbitri: Erdoğan, Özdeniz |

| 8 iulie 2016 20:00 | Uzbekistan    | 23 - 42 | Angola     | ȚSKA, Moscova Asistență: 100 Arbitri: Al-Watani, Qamber |
| 8 iulie 2016 20:00 | Najmedinova 7 | (9–22)  | Nenganga 9 | ȚSKA, Moscova Asistență: 100 Arbitri: Al-Watani, Qamber |
| 8 iulie 2016 20:00 | 8× 3×         | Cronica | 4× 3×      | ȚSKA, Moscova Asistență: 100 Arbitri: Al-Watani, Qamber |

| 9 iulie 2016 16:00 | Norvegia | 54 - 16 | Uzbekistan    | ȚSKA, Moscova Asistență: 100 Arbitri: Konjičanin, Konjičanin |
| 9 iulie 2016 16:00 | Hernes 9 | (28–6)  | Najmedinova 7 | ȚSKA, Moscova Asistență: 100 Arbitri: Konjičanin, Konjičanin |
| 9 iulie 2016 16:00 | 5× 3×    | Cronica | 5× 3×         | ȚSKA, Moscova Asistență: 100 Arbitri: Konjičanin, Konjičanin |

| 9 iulie 2016 18:00 | Muntenegru | 22 - 22 | Angola     | ȚSKA, Moscova Asistență: 100 Arbitri: Kurtagić, Wetterwik |
| 9 iulie 2016 18:00 | Bošnjak 6  | (11–15) | Nenganga 9 | ȚSKA, Moscova Asistență: 100 Arbitri: Kurtagić, Wetterwik |
| 9 iulie 2016 18:00 | 6× 3×      | Cronica | 2× 1×      | ȚSKA, Moscova Asistență: 100 Arbitri: Kurtagić, Wetterwik |

| 9 iulie 2016 20:00 | Danemarca    | 28 - 17 | Ungaria        | ȚSKA, Moscova Asistență: 100 Arbitri: López, Mata |
| 9 iulie 2016 20:00 | M. Nielsen 6 | (12–8)  | Bouti, Szabó 3 | ȚSKA, Moscova Asistență: 100 Arbitri: López, Mata |
| 9 iulie 2016 20:00 | 1× 3×        | Cronica | 7× 1× 2×       | ȚSKA, Moscova Asistență: 100 Arbitri: López, Mata |

### Grupa B
| Loc | Echipa        | MJ | V | E | Î | GM  | GP  | DG  | Pct | Calificare             |
| --- | ------------- | -- | - | - | - | --- | --- | --- | --- | ---------------------- |
| 1   | Coreea de Sud | 5  | 5 | 0 | 0 | 162 | 132 | +30 | 10  | Avansate în semifinale |
| 2   | Croația       | 5  | 4 | 0 | 1 | 130 | 115 | +15 | 8   | Avansate în semifinale |
| 3   | Brazilia      | 5  | 2 | 1 | 2 | 161 | 147 | +14 | 5   | Avansate în semifinale |
| 4   | Franța        | 5  | 2 | 1 | 2 | 137 | 123 | +14 | 5   | Avansate în semifinale |
| 5   | Austria       | 5  | 1 | 0 | 4 | 128 | 141 | −13 | 2   |                        |
| 6   | Tunisia       | 5  | 0 | 0 | 5 | 110 | 170 | −60 | 0   |                        |

| 3 iulie 2016 10:00 | Coreea de Sud | 35 - 34 | Brazilia    | Palatul Sporturilor „Dinamo”, Moscova Asistență: 100 Arbitri: Konjičanin, Konjičanin |
| 3 iulie 2016 10:00 | Song 13       | (15-16) | Fernandes 9 | Palatul Sporturilor „Dinamo”, Moscova Asistență: 100 Arbitri: Konjičanin, Konjičanin |
| 3 iulie 2016 10:00 | 3× 2×         | Cronica | 3×          | Palatul Sporturilor „Dinamo”, Moscova Asistență: 100 Arbitri: Konjičanin, Konjičanin |

| 3 iulie 2016 12:00 | Croația       | 24 - 23 | Austria   | Palatul Sporturilor „Dinamo”, Moscova Asistență: 100 Arbitri: Al Watani, Qamber |
| 3 iulie 2016 12:00 | P. Posavec 10 | (12-14) | Kovacs 10 | Palatul Sporturilor „Dinamo”, Moscova Asistență: 100 Arbitri: Al Watani, Qamber |
| 3 iulie 2016 12:00 | 5× 3×         | Cronica | 1× 3×     | Palatul Sporturilor „Dinamo”, Moscova Asistență: 100 Arbitri: Al Watani, Qamber |

| 3 iulie 2016 14:00 | Franța              | 34 - 22 | Tunisia  | Palatul Sporturilor „Dinamo”, Moscova Asistență: 200 Arbitri: Opava, Válek |
| 3 iulie 2016 14:00 | Kieffer, Plazanet 5 | (16-10) | Jouini 7 | Palatul Sporturilor „Dinamo”, Moscova Asistență: 200 Arbitri: Opava, Válek |
| 3 iulie 2016 14:00 | 3×                  | Cronica | 4× 3×    | Palatul Sporturilor „Dinamo”, Moscova Asistență: 200 Arbitri: Opava, Válek |

| 5 iulie 2016 16:00 | Brazilia   | 25 - 26 | Croația      | Palatul Sporturilor „Dinamo”, Moscova Asistență: 200 Arbitri: Jørum, Kleven |
| 5 iulie 2016 16:00 | Carneiro 8 | (13-12) | S. Posavec 7 | Palatul Sporturilor „Dinamo”, Moscova Asistență: 200 Arbitri: Jørum, Kleven |
| 5 iulie 2016 16:00 | 6× 3×      | Cronica | 3×           | Palatul Sporturilor „Dinamo”, Moscova Asistență: 200 Arbitri: Jørum, Kleven |

| 5 iulie 2016 18:00 | Tunisia   | 20 - 38 | Coreea de Sud | Palatul Sporturilor „Dinamo”, Moscova Asistență: 100 Arbitri: Kurtagić, Wetterwik |
| 5 iulie 2016 18:00 | Jouini 13 | (11-21) | Kim 7         | Palatul Sporturilor „Dinamo”, Moscova Asistență: 100 Arbitri: Kurtagić, Wetterwik |
| 5 iulie 2016 18:00 | 7× 3×     | Cronica | 2× 3×         | Palatul Sporturilor „Dinamo”, Moscova Asistență: 100 Arbitri: Kurtagić, Wetterwik |

| 5 iulie 2016 20:00 | Austria          | 18 - 32 | Franța     | Palatul Sporturilor „Dinamo”, Moscova Asistență: 100 Arbitri: Kiașko, Kiselev |
| 5 iulie 2016 20:00 | Kovacs, Stanic 4 | (7–15)  | Plazanet 5 | Palatul Sporturilor „Dinamo”, Moscova Asistență: 100 Arbitri: Kiașko, Kiselev |
| 5 iulie 2016 20:00 | 3×               | Cronica | 4× 2×      | Palatul Sporturilor „Dinamo”, Moscova Asistență: 100 Arbitri: Kiașko, Kiselev |

| 6 iulie 2016 14:00 | Brazilia   | 37 - 26 | Tunisia   | Palatul Sporturilor „Dinamo”, Moscova Asistență: 100 Arbitri: Al Watani, Qamber |
| 6 iulie 2016 14:00 | De Paula 8 | (18-12) | Jouini 11 | Palatul Sporturilor „Dinamo”, Moscova Asistență: 100 Arbitri: Al Watani, Qamber |
| 6 iulie 2016 14:00 | 5× 3×      | Cronica | 2× 3×     | Palatul Sporturilor „Dinamo”, Moscova Asistență: 100 Arbitri: Al Watani, Qamber |

| 6 iulie 2016 16:00 | Coreea de Sud | 31 - 30 | Austria   | Palatul Sporturilor „Dinamo”, Moscova Asistență: 200 Arbitri: Jørum, Kleven |
| 6 iulie 2016 16:00 | Kim 9         | (15-12) | Ivancok 8 | Palatul Sporturilor „Dinamo”, Moscova Asistență: 200 Arbitri: Jørum, Kleven |
| 6 iulie 2016 16:00 | 2×            | Cronica | 5× 3×     | Palatul Sporturilor „Dinamo”, Moscova Asistență: 200 Arbitri: Jørum, Kleven |

| 6 iulie 2016 20:00 | Croația      | 22 - 17 | Franța  | Palatul Sporturilor „Dinamo”, Moscova Asistență: 100 Arbitri: Konjičanin, Konjičanin |
| 6 iulie 2016 20:00 | S. Posavec 7 | (11–7)  | Sajka 6 | Palatul Sporturilor „Dinamo”, Moscova Asistență: 100 Arbitri: Konjičanin, Konjičanin |
| 6 iulie 2016 20:00 | 6× 3×        | Cronica | 5× 3×   | Palatul Sporturilor „Dinamo”, Moscova Asistență: 100 Arbitri: Konjičanin, Konjičanin |

| 8 iulie 2016 16:00 | Croația   | 35 - 24 | Tunisia           | Palatul Sporturilor „Dinamo”, Moscova Asistență: 100 Arbitri: López, Mata |
| 8 iulie 2016 16:00 | Čalušić 8 | (17–8)  | Dardour, Jouini 5 | Palatul Sporturilor „Dinamo”, Moscova Asistență: 100 Arbitri: López, Mata |
| 8 iulie 2016 16:00 | 4× 3×     | Cronica | 3× 2×             | Palatul Sporturilor „Dinamo”, Moscova Asistență: 100 Arbitri: López, Mata |

| 8 iulie 2016 18:00 | Franța    | 25 - 32 | Coreea de Sud | Palatul Sporturilor „Dinamo”, Moscova Asistență: 100 Arbitri: Brunner, Salah |
| 8 iulie 2016 18:00 | Sercien 7 | (12–15) | Song Ji-e. 13 | Palatul Sporturilor „Dinamo”, Moscova Asistență: 100 Arbitri: Brunner, Salah |
| 8 iulie 2016 18:00 | 2× 3×     | Cronica | 5× 3× 1×      | Palatul Sporturilor „Dinamo”, Moscova Asistență: 100 Arbitri: Brunner, Salah |

| 8 iulie 2016 20:00 | Austria  | 31 - 36 | Brazilia    | Palatul Sporturilor „Dinamo”, Moscova Asistență: 100 Arbitri: Opava, Válek |
| 8 iulie 2016 20:00 | Kovacs 8 | (18–20) | De Paula 11 | Palatul Sporturilor „Dinamo”, Moscova Asistență: 100 Arbitri: Opava, Válek |
| 8 iulie 2016 20:00 | 4× 3×    | Cronica | 4× 2×       | Palatul Sporturilor „Dinamo”, Moscova Asistență: 100 Arbitri: Opava, Válek |

| 9 iulie 2016 14:00 | Coreea de Sud | 26 - 23 | Croația      | Palatul Sporturilor „Dinamo”, Moscova Asistență: 100 Arbitri: Kiașko, Kiselev |
| 9 iulie 2016 14:00 | Song 9        | (17–11) | P. Posavec 6 | Palatul Sporturilor „Dinamo”, Moscova Asistență: 100 Arbitri: Kiașko, Kiselev |
| 9 iulie 2016 14:00 | 2×            | Cronica | 3× 4×        | Palatul Sporturilor „Dinamo”, Moscova Asistență: 100 Arbitri: Kiașko, Kiselev |

| 9 iulie 2016 16:00 | Tunisia   | 18 - 26 | Austria | Palatul Sporturilor „Dinamo”, Moscova Asistență: 100 Arbitri: Gonzales, Prieto |
| 9 iulie 2016 16:00 | Jouini 11 | (4–16)  | Topic 7 | Palatul Sporturilor „Dinamo”, Moscova Asistență: 100 Arbitri: Gonzales, Prieto |
| 9 iulie 2016 16:00 | 2× 3×     | Cronica | 7× 3×   | Palatul Sporturilor „Dinamo”, Moscova Asistență: 100 Arbitri: Gonzales, Prieto |

| 9 iulie 2016 20:00 | Franța  | 29 - 29 | Brazilia     | Palatul Sporturilor „Dinamo”, Moscova Asistență: 200 Arbitri: Jedermann, Posch |
| 9 iulie 2016 20:00 | Sajka 7 | (15–13) | Fernandes 15 | Palatul Sporturilor „Dinamo”, Moscova Asistență: 200 Arbitri: Jedermann, Posch |
| 9 iulie 2016 20:00 | 1× 2×   | Cronica | 6× 1×        | Palatul Sporturilor „Dinamo”, Moscova Asistență: 200 Arbitri: Jedermann, Posch |

### Grupa C
| Loc | Echipa    | MJ | V | E | Î | GM  | GP  | DG  | Pct | Calificare             |
| --- | --------- | -- | - | - | - | --- | --- | --- | --- | ---------------------- |
| 1   | România   | 5  | 4 | 1 | 0 | 163 | 94  | +69 | 9   | Avansate în semifinale |
| 2   | Germania  | 5  | 4 | 1 | 0 | 159 | 97  | +62 | 9   | Avansate în semifinale |
| 3   | Spania    | 5  | 3 | 0 | 2 | 117 | 113 | +4  | 6   | Avansate în semifinale |
| 4   | Argentina | 5  | 2 | 0 | 3 | 108 | 111 | −3  | 4   | Avansate în semifinale |
| 5   | Egipt     | 5  | 1 | 0 | 4 | 99  | 151 | −52 | 2   |                        |
| 6   | Kazahstan | 5  | 0 | 0 | 5 | 105 | 185 | −80 | 0   |                        |

| 3 iulie 2016 16:00 | România              | 43 - 21 | Kazahstan  | ȚSKA, Moscova Asistență: 100 Arbitri: Andorka, Hucker |
| 3 iulie 2016 16:00 | Dindiligan, A.Ilie 6 | (18-10) | Usmanova 5 | ȚSKA, Moscova Asistență: 100 Arbitri: Andorka, Hucker |
| 3 iulie 2016 16:00 | 6× 3×                | Cronica | 3×         | ȚSKA, Moscova Asistență: 100 Arbitri: Andorka, Hucker |

| 3 iulie 2016 18:00 | Germania   | 35 - 15 | Egipt                  | ȚSKA, Moscova Asistență: 150 Arbitri: Mitrović, Vešović |
| 3 iulie 2016 18:00 | Ingenpaß 7 | (20-9)  | Hassan, Sharafeldean 3 | ȚSKA, Moscova Asistență: 150 Arbitri: Mitrović, Vešović |
| 3 iulie 2016 18:00 | 5× 3×      | Cronica | 4× 3×                  | ȚSKA, Moscova Asistență: 150 Arbitri: Mitrović, Vešović |

| 3 iulie 2016 20:00 | Spania             | 26 - 21 | Argentina | ȚSKA, Moscova Asistență: 100 Arbitri: Jørum, Kleven |
| 3 iulie 2016 20:00 | Prieto O'Mullony 5 | (12-11) | Urban 7   | ȚSKA, Moscova Asistență: 100 Arbitri: Jørum, Kleven |
| 3 iulie 2016 20:00 | 1× 3×              | Cronica | 3×        | ȚSKA, Moscova Asistență: 100 Arbitri: Jørum, Kleven |

| 4 iulie 2016 16:00 | Kazahstan          | 17 - 43 | Germania  | ȚSKA, Moscova Asistență: 100 Arbitri: Jorgensen, Posch |
| 4 iulie 2016 16:00 | Abilda, Usmanova 4 | (7-26)  | Behrend 7 | ȚSKA, Moscova Asistență: 100 Arbitri: Jorgensen, Posch |
| 4 iulie 2016 16:00 | 5× 2× 1×           | Cronica | 4× 2×     | ȚSKA, Moscova Asistență: 100 Arbitri: Jorgensen, Posch |

| 4 iulie 2016 18:00 | Argentina | 17 - 23 | România | ȚSKA, Moscova Asistență: 100 Arbitri: Erdoğan, Özdeniz |
| 4 iulie 2016 18:00 | Mazza 4   | (6-17)  | Laslo 6 | ȚSKA, Moscova Asistență: 100 Arbitri: Erdoğan, Özdeniz |
| 4 iulie 2016 18:00 | 4× 3×     | Cronica | 3×      | ȚSKA, Moscova Asistență: 100 Arbitri: Erdoğan, Özdeniz |

| 4 iulie 2016 20:00 | Egipt                    | 21 - 30 | Spania              | ȚSKA, Moscova Asistență: 110 Arbitri: Brunner, Salah |
| 4 iulie 2016 20:00 | Khaled Hassan, Mohamed 4 | (10-14) | Viloria Ponsarnau 6 | ȚSKA, Moscova Asistență: 110 Arbitri: Brunner, Salah |
| 4 iulie 2016 20:00 | 6× 3×                    | Cronica | 8× 3×               | ȚSKA, Moscova Asistență: 110 Arbitri: Brunner, Salah |

| 6 iulie 2016 10:00 | România  | 38 - 15 | Egipt        | ȚSKA, Moscova Asistență: 100 Arbitri: Kiașko, Kiselev |
| 6 iulie 2016 10:00 | Ostase 7 | (18-9)  | Sharafeldean | ȚSKA, Moscova Asistență: 100 Arbitri: Kiașko, Kiselev |
| 6 iulie 2016 10:00 | 3× 2×    | Cronica | 2× 1×        | ȚSKA, Moscova Asistență: 100 Arbitri: Kiașko, Kiselev |

| 6 iulie 2016 12:00 | Germania | 24 - 19 | Spania                       | ȚSKA, Moscova Asistență: 120 Arbitri: Andorka, Hucker |
| 6 iulie 2016 12:00 | Stolle 6 | (14-9)  | Martínez, Prieto O'Mullony 5 | ȚSKA, Moscova Asistență: 120 Arbitri: Andorka, Hucker |
| 6 iulie 2016 12:00 | 4×       | Cronica | 2× 3×                        | ȚSKA, Moscova Asistență: 120 Arbitri: Andorka, Hucker |

| 6 iulie 2016 14:00 | Kazahstan  | 21 - 34 | Argentina | ȚSKA, Moscova Asistență: 100 Arbitri: Kurtagić, Wetterwik |
| 6 iulie 2016 14:00 | Usmanova 6 | (10-18) | Urban 10  | ȚSKA, Moscova Asistență: 100 Arbitri: Kurtagić, Wetterwik |
| 6 iulie 2016 14:00 | 6× 2×      | Cronica | 7× 3×     | ȚSKA, Moscova Asistență: 100 Arbitri: Kurtagić, Wetterwik |

| 7 iulie 2016 16:00 | Germania    | 28 - 17 | Argentina        | ȚSKA, Moscova Asistență: 200 Arbitri: Alves, Magalhães |
| 7 iulie 2016 16:00 | Grijseels 7 | (11-10) | Casasola, Sans 4 | ȚSKA, Moscova Asistență: 200 Arbitri: Alves, Magalhães |
| 7 iulie 2016 16:00 | 3×          | Cronica | 3× 2×            | ȚSKA, Moscova Asistență: 200 Arbitri: Alves, Magalhães |

| 7 iulie 2016 18:00 | Spania             | 12 - 30 | România | ȚSKA, Moscova Asistență: 100 Arbitri: Konjičanin, Konjičanin |
| 7 iulie 2016 18:00 | Martínez, Torras 3 | (6-18)  | Laslo 8 | ȚSKA, Moscova Asistență: 100 Arbitri: Konjičanin, Konjičanin |
| 7 iulie 2016 18:00 | 3×                 | Cronica | 5× 3×   | ȚSKA, Moscova Asistență: 100 Arbitri: Konjičanin, Konjičanin |

| 7 iulie 2016 20:00 | Egipt    | 35 - 29 | Kazahstan | ȚSKA, Moscova Asistență: 100 Arbitri: Gasmi, Gasmi |
| 7 iulie 2016 20:00 | Helmy 10 | (17-13) | Usenova 6 | ȚSKA, Moscova Asistență: 100 Arbitri: Gasmi, Gasmi |
| 7 iulie 2016 20:00 | 5× 3×    | Cronica | 3×        | ȚSKA, Moscova Asistență: 100 Arbitri: Gasmi, Gasmi |

| 9 iulie 2016 10:00 | Argentina  | 19 - 13 | Egipt   | ȚSKA, Moscova Asistență: 100 Arbitri: Al-Watani, Qamber |
| 9 iulie 2016 10:00 | Casasola 5 | (9–9)   | Helmy 6 | ȚSKA, Moscova Asistență: 100 Arbitri: Al-Watani, Qamber |
| 9 iulie 2016 10:00 | 4× 2× 1×   | Cronica | 2× 3×   | ȚSKA, Moscova Asistență: 100 Arbitri: Al-Watani, Qamber |

| 9 iulie 2016 12:00 | Spania   | 30 - 17 | Kazahstan  | ȚSKA, Moscova Asistență: 100 Arbitri: Mitrović, Vešović |
| 9 iulie 2016 12:00 | Prieto 6 | (16–11) | Usmanova 8 | ȚSKA, Moscova Asistență: 100 Arbitri: Mitrović, Vešović |
| 9 iulie 2016 12:00 | 4× 3×    | Cronica | 3× 2×      | ȚSKA, Moscova Asistență: 100 Arbitri: Mitrović, Vešović |

| 9 iulie 2016 14:00 | România | 29 - 29 | Germania | ȚSKA, Moscova Asistență: 100 Arbitri: Gasmi, Gasmi |
| 9 iulie 2016 14:00 | Laslo 9 | (18–13) | Stolle 7 | ȚSKA, Moscova Asistență: 100 Arbitri: Gasmi, Gasmi |
| 9 iulie 2016 14:00 | 4× 3×   | Cronica | 4× 3×    | ȚSKA, Moscova Asistență: 100 Arbitri: Gasmi, Gasmi |

### Grupa D
| Loc | Echipa        | MJ | V | E | Î | GM  | GP  | DG  | Pct | Calificare             |
| --- | ------------- | -- | - | - | - | --- | --- | --- | --- | ---------------------- |
| 1   | Rusia         | 5  | 5 | 0 | 0 | 192 | 97  | +95 | 10  | Avansate în semifinale |
| 2   | Suedia        | 5  | 4 | 0 | 1 | 147 | 116 | +31 | 8   | Avansate în semifinale |
| 3   | Țările de Jos | 5  | 3 | 0 | 2 | 162 | 137 | +25 | 6   | Avansate în semifinale |
| 4   | Japonia       | 5  | 2 | 0 | 3 | 133 | 144 | −11 | 4   | Avansate în semifinale |
| 5   | China         | 5  | 1 | 0 | 4 | 115 | 159 | −44 | 2   |                        |
| 6   | Chile         | 5  | 0 | 0 | 5 | 104 | 200 | −96 | 0   |                        |

| 2 iulie 2016 17:30 | Rusia             | 31 - 24 | Țările de Jos | Palatul Sporturilor „Dinamo”, Moscova Asistență: 700 Arbitri: Gasmi, Gasmi |
| 2 iulie 2016 17:30 | Skorobogatcenko 8 | (13-17) | Nieuwenweg 7  | Palatul Sporturilor „Dinamo”, Moscova Asistență: 700 Arbitri: Gasmi, Gasmi |
| 2 iulie 2016 17:30 | 4× 3×             | Cronica | 7× 2×         | Palatul Sporturilor „Dinamo”, Moscova Asistență: 700 Arbitri: Gasmi, Gasmi |

| 3 iulie 2016 16:00 | Japonia | 28 - 23 | China       | Palatul Sporturilor „Dinamo”, Moscova Asistență: 200 Arbitri: Alves, Magalhães |
| 3 iulie 2016 16:00 | Ao 8    | (15-12) | Mu, Zhang 5 | Palatul Sporturilor „Dinamo”, Moscova Asistență: 200 Arbitri: Alves, Magalhães |
| 3 iulie 2016 16:00 | 2×      | Cronica | 2× 1×       | Palatul Sporturilor „Dinamo”, Moscova Asistență: 200 Arbitri: Alves, Magalhães |

| 3 iulie 2016 18:00 | Suedia         | 41 - 19 | Chile  | Palatul Sporturilor „Dinamo”, Moscova Asistență: 200 Arbitri: Covalciuc, Covalciuc |
| 3 iulie 2016 18:00 | Bardis, Rask 6 | (19-9)  | Miño 6 | Palatul Sporturilor „Dinamo”, Moscova Asistență: 200 Arbitri: Covalciuc, Covalciuc |
| 3 iulie 2016 18:00 | 2×             | Cronica | 4× 3×  | Palatul Sporturilor „Dinamo”, Moscova Asistență: 200 Arbitri: Covalciuc, Covalciuc |

| 4 iulie 2016 16:00 | Țările de Jos | 28 - 34 | Suedia   | Palatul Sporturilor „Dinamo”, Moscova Asistență: 200 Arbitri: Andorka, Hucker |
| 4 iulie 2016 16:00 | Zwinkels 10   | (15-19) | Bardis 9 | Palatul Sporturilor „Dinamo”, Moscova Asistență: 200 Arbitri: Andorka, Hucker |
| 4 iulie 2016 16:00 | 6× 3×         | Cronica | 6× 2×    | Palatul Sporturilor „Dinamo”, Moscova Asistență: 200 Arbitri: Andorka, Hucker |

| 4 iulie 2016 18:00 | China       | 19 - 39 | Rusia     | Palatul Sporturilor „Dinamo”, Moscova Asistență: 200 Arbitri: González, Prieto |
| 4 iulie 2016 18:00 | Lin, Tian 4 | (9-23)  | Frolova 8 | Palatul Sporturilor „Dinamo”, Moscova Asistență: 200 Arbitri: González, Prieto |
| 4 iulie 2016 18:00 | 1× 2×       | Cronica | 5× 3× 1×  | Palatul Sporturilor „Dinamo”, Moscova Asistență: 200 Arbitri: González, Prieto |

| 4 iulie 2016 20:00 | Chile            | 21 - 39 | Japonia  | Palatul Sporturilor „Dinamo”, Moscova Asistență: 100 Arbitri: Mitrović, Vešović |
| 4 iulie 2016 20:00 | Larenas, Reyes 5 | (8-18)  | Magata 8 | Palatul Sporturilor „Dinamo”, Moscova Asistență: 100 Arbitri: Mitrović, Vešović |
| 4 iulie 2016 20:00 | 2× 3×            | Cronica | 1× 3×    | Palatul Sporturilor „Dinamo”, Moscova Asistență: 100 Arbitri: Mitrović, Vešović |

| 6 iulie 2016 10:00 | Suedia      | 26 - 18 | Japonia          | Palatul Sporturilor „Dinamo”, Moscova Asistență: 100 Arbitri: López, Mata |
| 6 iulie 2016 10:00 | Mellegård 5 | (11-10) | Ao, Kawarabata 4 | Palatul Sporturilor „Dinamo”, Moscova Asistență: 100 Arbitri: López, Mata |
| 6 iulie 2016 10:00 | 3×          | Cronica | 2× 3×            | Palatul Sporturilor „Dinamo”, Moscova Asistență: 100 Arbitri: López, Mata |

| 6 iulie 2016 12:00 | Țările de Jos | 38 - 22 | China  | Palatul Sporturilor „Dinamo”, Moscova Asistență: 100 Arbitri: Erdoğan, Özdeniz |
| 6 iulie 2016 12:00 | Belgareh 12   | (20-10) | Lin 10 | Palatul Sporturilor „Dinamo”, Moscova Asistență: 100 Arbitri: Erdoğan, Özdeniz |
| 6 iulie 2016 12:00 | 1× 3×         | Cronica | 3× 2×  | Palatul Sporturilor „Dinamo”, Moscova Asistență: 100 Arbitri: Erdoğan, Özdeniz |

| 6 iulie 2016 18:00 | Rusia                  | 48 - 10 | Chile   | Palatul Sporturilor „Dinamo”, Moscova Asistență: 200 Arbitri: Jorgensen, Posch |
| 6 iulie 2016 18:00 | Sabirova, Smolențeva 6 | (26-5)  | Reyes 3 | Palatul Sporturilor „Dinamo”, Moscova Asistență: 200 Arbitri: Jorgensen, Posch |
| 6 iulie 2016 18:00 | 1× 3×                  | Cronica | 4× 2×   | Palatul Sporturilor „Dinamo”, Moscova Asistență: 200 Arbitri: Jorgensen, Posch |

| 7 iulie 2016 16:00 | Suedia                     | 25 - 20 | China  | Palatul Sporturilor „Dinamo”, Moscova Asistență: 100 Arbitri: Mitrović, Vešović |
| 7 iulie 2016 16:00 | Bardis, Olofsson, Sundin 5 | (12-10) | Lin 11 | Palatul Sporturilor „Dinamo”, Moscova Asistență: 100 Arbitri: Mitrović, Vešović |
| 7 iulie 2016 16:00 | 3×                         | Cronica | 2× 3×  | Palatul Sporturilor „Dinamo”, Moscova Asistență: 100 Arbitri: Mitrović, Vešović |

| 7 iulie 2016 18:00 | Japonia      | 23 - 43 | Rusia               | Palatul Sporturilor „Dinamo”, Moscova Asistență: 300 Arbitri: Covalciuc, Covalciuc |
| 7 iulie 2016 18:00 | Ao, Magata 5 | (9-18)  | Belikova, Frolova 7 | Palatul Sporturilor „Dinamo”, Moscova Asistență: 300 Arbitri: Covalciuc, Covalciuc |
| 7 iulie 2016 18:00 | 1× 2×        | Cronica | 6× 3×               | Palatul Sporturilor „Dinamo”, Moscova Asistență: 300 Arbitri: Covalciuc, Covalciuc |

| 7 iulie 2016 20:00 | Chile  | 25 - 41 | Țările de Jos | Palatul Sporturilor „Dinamo”, Moscova Asistență: 100 Arbitri: González, Prieto |
| 7 iulie 2016 20:00 | Mino 6 | (9–20)  | Nieuwenweg 8  | Palatul Sporturilor „Dinamo”, Moscova Asistență: 100 Arbitri: González, Prieto |
| 7 iulie 2016 20:00 | 3× 2×  | Cronica | 2× 3×         | Palatul Sporturilor „Dinamo”, Moscova Asistență: 100 Arbitri: González, Prieto |

| 9 iulie 2016 10:00 | China   | 31 - 29 | Chile  | Palatul Sporturilor „Dinamo”, Moscova Asistență: 100 Arbitri: Andorcka, Hucker |
| 9 iulie 2016 10:00 | Tian 12 | (18–12) | Mino 7 | Palatul Sporturilor „Dinamo”, Moscova Asistență: 100 Arbitri: Andorcka, Hucker |
| 9 iulie 2016 10:00 | 3×      | Cronica | 5× 3×  | Palatul Sporturilor „Dinamo”, Moscova Asistență: 100 Arbitri: Andorcka, Hucker |

| 9 iulie 2016 12:00 | Japonia | 25 - 31 | Țările de Jos | Palatul Sporturilor „Dinamo”, Moscova Asistență: 100 Arbitri: Kleven, Jørum |
| 9 iulie 2016 12:00 | Ao 7    | (10–17) | Nusser 7      | Palatul Sporturilor „Dinamo”, Moscova Asistență: 100 Arbitri: Kleven, Jørum |
| 9 iulie 2016 12:00 | 2×      | Cronica | 3× 2×         | Palatul Sporturilor „Dinamo”, Moscova Asistență: 100 Arbitri: Kleven, Jørum |

| 9 iulie 2016 18:00 | Rusia      | 31 - 21 | Suedia      | Palatul Sporturilor „Dinamo”, Moscova Asistență: 400 Arbitri: Alves, Magalhães |
| 9 iulie 2016 18:00 | Golikova 6 | (17–11) | Mellegård 7 | Palatul Sporturilor „Dinamo”, Moscova Asistență: 400 Arbitri: Alves, Magalhães |
| 9 iulie 2016 18:00 | 7× 3×      | Cronica | 4× 3×       | Palatul Sporturilor „Dinamo”, Moscova Asistență: 400 Arbitri: Alves, Magalhães |

## Cupa președintelui
Schema pentru locurile 21-24
|  | Semifinalele pentru locurile 21-24 | Semifinalele pentru locurile 21-24 |                |    | Locurile 21-22 | Locurile 21-22 |
|  |                                    |                                    |                |    |                |                |
|  | 11 iulie                           |                                    |                |    |                |                |
|  |                                    |                                    |                |    |                |                |
|  | Uzbekistan                         | 20                                 |                |    |                |                |
|  | Uzbekistan                         | 20                                 | 12 iulie       |    |                |                |
|  | Tunisia                            | 33                                 |                |    |                |                |
|  | Tunisia                            | 33                                 | Tunisia        | 33 |                |                |
|  | 11 iulie                           |                                    | Tunisia        | 33 |                |                |
|  |                                    | Chile                              | 19             |    |                |                |
|  | Kazahstan                          | Chile                              | 19             | 34 |                |                |
|  | Kazahstan                          |                                    |                | 34 |                |                |
|  | Chile                              | 35                                 |                |    |                |                |
|  | Chile                              | 35                                 | Locurile 23-24 |    |                |                |
|  |                                    |                                    |                |    |                |                |
|  | 12 iulie                           |                                    |                |    |                |                |
|  |                                    |                                    |                |    |                |                |
|  | Uzbekistan                         | 31                                 |                |    |                |                |
|  | Uzbekistan                         | 31                                 |                |    |                |                |
|  | Kazahstan                          | 34                                 |                |    |                |                |

### Semifinalele pentru locurile 21-24
| 11 iulie 2016 09:30 | Uzbekistan    | 20 - 33 | Tunisia   | ȚSKA, Moscova Asistență: 100 Arbitri: Al-Watani, Qamber |
| 11 iulie 2016 09:30 | Najmedinova 5 | (10-13) | Jouini 12 | ȚSKA, Moscova Asistență: 100 Arbitri: Al-Watani, Qamber |
| 11 iulie 2016 09:30 | 4× 3×         | Cronica | 6× 2×     | ȚSKA, Moscova Asistență: 100 Arbitri: Al-Watani, Qamber |

| 11 iulie 2016 09:30 | Kazahstan   | 34 - 35 | Chile   | Palatul Sporturilor „Dinamo”, Moscova Asistență: 100 Arbitri: Gasmi, Gasmi |
| 11 iulie 2016 09:30 | Usmanova 11 | (19-16) | Reyes 7 | Palatul Sporturilor „Dinamo”, Moscova Asistență: 100 Arbitri: Gasmi, Gasmi |
| 11 iulie 2016 09:30 | 5× 3×       | Cronica | 6× 4×   | Palatul Sporturilor „Dinamo”, Moscova Asistență: 100 Arbitri: Gasmi, Gasmi |

### Locurile 23-24
| 12 iulie 2016 09:30 | Uzbekistan       | 31 - 34 | Kazahstan | Palatul Sporturilor „Dinamo”, Moscova Asistență: 200 Arbitri: Jedermann, Posch |
| 12 iulie 2016 09:30 | Abdulhamidova 12 | (14–17) | Abilda 11 | Palatul Sporturilor „Dinamo”, Moscova Asistență: 200 Arbitri: Jedermann, Posch |
| 12 iulie 2016 09:30 | 7× 3×            | Cronica | 3× 2×     | Palatul Sporturilor „Dinamo”, Moscova Asistență: 200 Arbitri: Jedermann, Posch |

### Locurile 21-22
| 12 iulie 2016 11:45 | Tunisia  | 33 - 19 | Chile             | Palatul Sporturilor „Dinamo”, Moscova Asistență: 100 Arbitri: Erdoğan, Özdeniz |
| 12 iulie 2016 11:45 | Jouini 9 | (18–9)  | patru jucătoare 4 | Palatul Sporturilor „Dinamo”, Moscova Asistență: 100 Arbitri: Erdoğan, Özdeniz |
| 12 iulie 2016 11:45 | 1× 3×    | Cronica | 3×                | Palatul Sporturilor „Dinamo”, Moscova Asistență: 100 Arbitri: Erdoğan, Özdeniz |

### Semifinalele pentru locurile 17-20
Schema pentru locurile 17-20
|  | Semifinalele pentru locurile 17-20 | Semifinalele pentru locurile 17-20 |                |    | Locurile 17-18 | Locurile 17-18 |
|  |                                    |                                    |                |    |                |                |
|  | 11 iulie                           |                                    |                |    |                |                |
|  |                                    |                                    |                |    |                |                |
|  | Muntenegru                         | 30                                 |                |    |                |                |
|  | Muntenegru                         | 30                                 | 12 iulie       |    |                |                |
|  | Austria                            | 25                                 |                |    |                |                |
|  | Austria                            | 25                                 | Muntenegru     | 27 |                |                |
|  | 11 iulie                           |                                    | Muntenegru     | 27 |                |                |
|  |                                    | China                              | 23             |    |                |                |
|  | Egipt                              | China                              | 23             | 21 |                |                |
|  | Egipt                              |                                    |                | 21 |                |                |
|  | China                              | 34                                 |                |    |                |                |
|  | China                              | 34                                 | Locurile 19-20 |    |                |                |
|  |                                    |                                    |                |    |                |                |
|  | 12 iulie                           |                                    |                |    |                |                |
|  |                                    |                                    |                |    |                |                |
|  | Austria                            | 31                                 |                |    |                |                |
|  | Austria                            | 31                                 |                |    |                |                |
|  | Egipt                              | 22                                 |                |    |                |                |

| 11 iulie 2016 11:45 | Muntenegru        | 30 - 25 | Austria   | ȚSKA, Moscova Asistență: 100 Arbitri: Kleven, Jørum |
| 11 iulie 2016 11:45 | Agović, Brnovič 7 | (11–10) | Kovacs 10 | ȚSKA, Moscova Asistență: 100 Arbitri: Kleven, Jørum |
| 11 iulie 2016 11:45 | 5× 2×             | Cronica | 4× 3×     | ȚSKA, Moscova Asistență: 100 Arbitri: Kleven, Jørum |

| 11 iulie 2016 11:45 | Egipt   | 21 - 34 | China    | Palatul Sporturilor „Dinamo”, Moscova Asistență: 100 Arbitri: Erdoğan, Özdeniz |
| 11 iulie 2016 11:45 | Helmy 5 | (9–17)  | Lin 9    | Palatul Sporturilor „Dinamo”, Moscova Asistență: 100 Arbitri: Erdoğan, Özdeniz |
| 11 iulie 2016 11:45 | 4× 2×   | Cronica | 5× 3× 1× | Palatul Sporturilor „Dinamo”, Moscova Asistență: 100 Arbitri: Erdoğan, Özdeniz |

### Locurile 19-20
| 12 iulie 2016 09:30 | Austria   | 31 - 22 | Egipt       | ȚSKA, Moscova Asistență: 100 Arbitri: Andorcka, Hucker |
| 12 iulie 2016 09:30 | Ivancok 8 | (14–9)  | N. Khaled 6 | ȚSKA, Moscova Asistență: 100 Arbitri: Andorcka, Hucker |
| 12 iulie 2016 09:30 | 5× 2×     | Report  | 5× 3×       | ȚSKA, Moscova Asistență: 100 Arbitri: Andorcka, Hucker |

### Locurile 17-18
| 12 iulie 2016 11:45 | Muntenegru         | 27 - 23 | China  | ȚSKA, Moscova Asistență: 200 Arbitri: Opava, Válek |
| 12 iulie 2016 11:45 | Novaković, Ujkić 5 | (12–11) | Tian 7 | ȚSKA, Moscova Asistență: 200 Arbitri: Opava, Válek |
| 12 iulie 2016 11:45 | 6× 3× 1×           | Cronica | 3× 2×  | ȚSKA, Moscova Asistență: 200 Arbitri: Opava, Válek |

## Fazele eliminatorii

### Schema
|  | Optimile de finală | Optimile de finală |               |    | Sferturile de finală | Sferturile de finală |          |          | Semifinalele | Semifinalele |  |  | Finala | Finala |
|  |                    |                    |               |    |                      |                      |          |          |              |              |  |  |        |        |
|  | 11 iulie           |                    |               |    |                      |                      |          |          |              |              |  |  |        |        |
|  |                    |                    |               |    |                      |                      |          |          |              |              |  |  |        |        |
|  | Danemarca          | 35                 |               |    |                      |                      |          |          |              |              |  |  |        |        |
|  | Danemarca          | 35                 | 12 iulie      |    |                      |                      |          |          |              |              |  |  |        |        |
|  | Franța             | 18                 |               |    |                      |                      |          |          |              |              |  |  |        |        |
|  | Franța             | 18                 | Danemarca     | 22 |                      |                      |          |          |              |              |  |  |        |        |
|  | 11 iulie           |                    | Danemarca     | 22 |                      |                      |          |          |              |              |  |  |        |        |
|  |                    | Suedia             | 15            |    |                      |                      |          |          |              |              |  |  |        |        |
|  | Suedia             | Suedia             | 15            | 29 |                      |                      |          |          |              |              |  |  |        |        |
|  | Suedia             |                    | 14 iulie      | 29 |                      |                      |          |          |              |              |  |  |        |        |
|  | Spania             | 13                 |               |    |                      |                      |          |          |              |              |  |  |        |        |
|  | Spania             | 13                 | Danemarca     | 28 |                      |                      |          |          |              |              |  |  |        |        |
|  | 11 iulie           |                    | Danemarca     | 28 |                      |                      |          |          |              |              |  |  |        |        |
|  |                    | România            | 25            |    |                      |                      |          |          |              |              |  |  |        |        |
|  | Croația            | România            | 25            | 26 |                      |                      |          |          |              |              |  |  |        |        |
|  | Croația            | 12 iulie           |               | 26 |                      |                      |          |          |              |              |  |  |        |        |
|  | Ungaria            | 25                 |               |    |                      |                      |          |          |              |              |  |  |        |        |
|  | Ungaria            | 25                 | Croația       | 20 |                      |                      |          |          |              |              |  |  |        |        |
|  | 11 iulie           |                    | Croația       | 20 |                      |                      |          |          |              |              |  |  |        |        |
|  |                    | România            | 21            |    |                      |                      |          |          |              |              |  |  |        |        |
|  | România            | România            | 21            | 32 |                      |                      |          |          |              |              |  |  |        |        |
|  | România            |                    | 15 iulie      | 32 |                      |                      |          |          |              |              |  |  |        |        |
|  | Japonia            | 31                 |               |    |                      |                      |          |          |              |              |  |  |        |        |
|  | Japonia            | 31                 | Danemarca     | 32 |                      |                      |          |          |              |              |  |  |        |        |
|  | 11 iulie           |                    | Danemarca     | 32 |                      |                      |          |          |              |              |  |  |        |        |
|  |                    | Rusia              | 28            |    |                      |                      |          |          |              |              |  |  |        |        |
|  | Coreea de Sud      | Rusia              | 28            | 29 |                      |                      |          |          |              |              |  |  |        |        |
|  | Coreea de Sud      | 12 iulie           |               | 29 |                      |                      |          |          |              |              |  |  |        |        |
|  | Angola             | 27                 |               |    |                      |                      |          |          |              |              |  |  |        |        |
|  | Angola             | 27                 | Coreea de Sud | 37 |                      |                      |          |          |              |              |  |  |        |        |
|  | 11 iulie           |                    | Coreea de Sud | 37 |                      |                      |          |          |              |              |  |  |        |        |
|  |                    | Germania           | 38            |    |                      |                      |          |          |              |              |  |  |        |        |
|  | Germania           | Germania           | 38            | 28 |                      |                      |          |          |              |              |  |  |        |        |
|  | Germania           |                    | 14 iulie      | 28 |                      |                      |          |          |              |              |  |  |        |        |
|  | Țările de Jos      | 27                 |               |    |                      |                      |          |          |              |              |  |  |        |        |
|  | Țările de Jos      | 27                 | Germania      | 25 |                      |                      |          |          |              |              |  |  |        |        |
|  | 11 iulie           |                    | Germania      | 25 |                      |                      |          |          |              |              |  |  |        |        |
|  |                    | Rusia              | 32            |    | Finala mică          | Finala mică          |          |          |              |              |  |  |        |        |
|  | Norvegia           | Rusia              | 32            | 30 | Finala mică          | Finala mică          |          |          |              |              |  |  |        |        |
|  | Norvegia           | 12 iulie           | 12 iulie      | 30 |                      |                      | 15 iulie | 15 iulie |              |              |  |  |        |        |
|  | Brazilia           | 12 iulie           | 12 iulie      | 23 |                      |                      | 15 iulie | 15 iulie |              |              |  |  |        |        |
|  | Brazilia           | Norvegia           | 24            | 23 | România              | 26                   |          |          |              |              |  |  |        |        |
|  | 11 iulie           | Norvegia           | 24            |    | România              | 26                   |          |          |              |              |  |  |        |        |
|  |                    | Rusia              | 35            |    | Germania             | 25                   |          |          |              |              |  |  |        |        |
|  | Rusia              | Rusia              | 35            | 31 | Germania             | 25                   |          |          |              |              |  |  |        |        |
|  | Rusia              |                    |               | 31 |                      |                      |          |          |              |              |  |  |        |        |
|  | Argentina          | 20                 |               |    |                      |                      |          |          |              |              |  |  |        |        |
|  | Argentina          | 20                 |               |    |                      |                      |          |          |              |              |  |  |        |        |

Schema pentru locurile 5-8
|  | Semifinalele pentru locurile 5-8 | Semifinalele pentru locurile 5-8 |                            |    | Meciul pentru locurile 5-6 | Meciul pentru locurile 5-6 |
|  |                                  |                                  |                            |    |                            |                            |
|  | 14 iulie                         |                                  |                            |    |                            |                            |
|  |                                  |                                  |                            |    |                            |                            |
|  | Suedia                           | 31                               |                            |    |                            |                            |
|  | Suedia                           | 31                               | 15 iulie                   |    |                            |                            |
|  | Croația                          | 24                               |                            |    |                            |                            |
|  | Croația                          | 24                               | Suedia                     | 22 |                            |                            |
|  | 14 iulie                         |                                  | Suedia                     | 22 |                            |                            |
|  |                                  | Norvegia                         | 32                         |    |                            |                            |
|  | Coreea de Sud                    | Norvegia                         | 32                         | 24 |                            |                            |
|  | Coreea de Sud                    |                                  |                            | 24 |                            |                            |
|  | Norvegia                         | 29                               |                            |    |                            |                            |
|  | Norvegia                         | 29                               | Meciul pentru locurile 7-8 |    |                            |                            |
|  |                                  |                                  |                            |    |                            |                            |
|  | 15 iulie                         |                                  |                            |    |                            |                            |
|  |                                  |                                  |                            |    |                            |                            |
|  | Croația                          | 30                               |                            |    |                            |                            |
|  | Croația                          | 30                               |                            |    |                            |                            |
|  | Coreea de Sud                    | 32                               |                            |    |                            |                            |

### Optimile de finală
| 11 iulie 2016 14:00 | Coreea de Sud | 29 - 27 | Angola     | ȚSKA, Moscova Asistență: 400 Arbitri: Opava, Válek |
| 11 iulie 2016 14:00 | Song 15       | (16–13) | Nenganga 8 | ȚSKA, Moscova Asistență: 400 Arbitri: Opava, Válek |
| 11 iulie 2016 14:00 | 5× 3×         | Cronica | 4× 3×      | ȚSKA, Moscova Asistență: 400 Arbitri: Opava, Válek |

| 11 iulie 2016 14:00 | Spania            | 13 - 29 | Suedia   | Palatul Sporturilor „Dinamo”, Moscova Asistență: 100 Arbitri: Jedermann, Posch |
| 11 iulie 2016 14:00 | Lizarbe, Torras 3 | (5–14)  | Bardis 7 | Palatul Sporturilor „Dinamo”, Moscova Asistență: 100 Arbitri: Jedermann, Posch |
| 11 iulie 2016 14:00 | 3× 2×             | Cronica | 5× 2×    | Palatul Sporturilor „Dinamo”, Moscova Asistență: 100 Arbitri: Jedermann, Posch |

| 11 iulie 2016 16:15 | Țările de Jos | 27 – 28 | Germania    | Palatul Sporturilor „Dinamo”, Moscova Asistență: 200 Arbitri: Andorcka, Hucker |
| 11 iulie 2016 16:15 | Nieuwenweg 6  | (12–14) | Grijseels 9 | Palatul Sporturilor „Dinamo”, Moscova Asistență: 200 Arbitri: Andorcka, Hucker |
| 11 iulie 2016 16:15 | 2× 3×         | Cronica | 7× 2× 1×    | Palatul Sporturilor „Dinamo”, Moscova Asistență: 200 Arbitri: Andorcka, Hucker |

| 11 iulie 2016 16:15 | Danemarca              | 35 – 18 | Franța  | Palatul Sporturilor „Dinamo”, Moscova Asistență: 200 Arbitri: Mitrović, Vešović |
| 11 iulie 2016 16:15 | M. Nielsen, Pedersen 7 | (18–9)  | Nianh 7 | Palatul Sporturilor „Dinamo”, Moscova Asistență: 200 Arbitri: Mitrović, Vešović |
| 11 iulie 2016 16:15 | 5× 3×                  | Cronica | 4× 3×   | Palatul Sporturilor „Dinamo”, Moscova Asistență: 200 Arbitri: Mitrović, Vešović |

| 11 iulie 2016 18:30 | Brazilia   | 23 – 30 | Norvegia   | Palatul Sporturilor „Dinamo”, Moscova] Asistență: 300 Arbitri: Covalciuc, Covalciuc |
| 11 iulie 2016 18:30 | De Paula 8 | (10–14) | Andersen 9 | Palatul Sporturilor „Dinamo”, Moscova] Asistență: 300 Arbitri: Covalciuc, Covalciuc |
| 11 iulie 2016 18:30 | 3×         | Cronica | 3×         | Palatul Sporturilor „Dinamo”, Moscova] Asistență: 300 Arbitri: Covalciuc, Covalciuc |

| 11 iulie 2016 18:30 | Rusia             | 31 – 20 | Argentina | Palatul Sporturilor „Dinamo”, Moscova Asistență: 200 Arbitri: González, Prieto |
| 11 iulie 2016 18:30 | Skorobogatcenko 7 | (14–10) | Urban 6   | Palatul Sporturilor „Dinamo”, Moscova Asistență: 200 Arbitri: González, Prieto |
| 11 iulie 2016 18:30 | 6× 3×             | Cronica | 4× 2×     | Palatul Sporturilor „Dinamo”, Moscova Asistență: 200 Arbitri: González, Prieto |

| 11 iulie 2016 20:45 | Ungaria | 25 – 26 | Croația       | Palatul Sporturilor „Dinamo”, Moscova Asistență: 100 Arbitri: Kiașko, Kiselev |
| 11 iulie 2016 20:45 | Tóth 6  | (13–13) | S. Posavec 11 | Palatul Sporturilor „Dinamo”, Moscova Asistență: 100 Arbitri: Kiașko, Kiselev |
| 11 iulie 2016 20:45 | 2× 4×   | Cronica | 4× 3×         | Palatul Sporturilor „Dinamo”, Moscova Asistență: 100 Arbitri: Kiașko, Kiselev |

| 11 iulie 2016 20:45 | România | 32 – 31 | Japonia  | Palatul Sporturilor „Dinamo”, Moscova] Asistență: 100 Arbitri: Alves, Magalhães |
| 11 iulie 2016 20:45 | Laslo 7 | (16–13) | Fujita 9 | Palatul Sporturilor „Dinamo”, Moscova] Asistență: 100 Arbitri: Alves, Magalhães |
| 11 iulie 2016 20:45 | 5× 1×   | Cronica | 4× 3×    | Palatul Sporturilor „Dinamo”, Moscova] Asistență: 100 Arbitri: Alves, Magalhães |

### Sferturile de finală
| 12 iulie 2016 18:30 | Coreea de Sud                     | 37 – 38 (Prel.) | Germania | ȚSKA, Moscova Asistență: 300 Arbitri: Kurtagić, Wetterwik |
| 12 iulie 2016 18:30 | Hur 11                            | (16–14)         | Reimer 9 | ȚSKA, Moscova Asistență: 300 Arbitri: Kurtagić, Wetterwik |
| 12 iulie 2016 18:30 | 6× 2×                             | Cronica         | 7× 3×    | ȚSKA, Moscova Asistență: 300 Arbitri: Kurtagić, Wetterwik |
| 12 iulie 2016 18:30 | FT: 26–26 Prel.: 4–4, 3–3 7m: 3–4 |                 |          | ȚSKA, Moscova Asistență: 300 Arbitri: Kurtagić, Wetterwik |

| 12 iulie 2016 18:30 | Norvegia         | 24 – 35 | Rusia             | Palatul Sporturilor „Dinamo”, Moscova Asistență: 250 Arbitri: Brunner, Salah |
| 12 iulie 2016 18:30 | Hernes, Solaas 5 | (14–16) | Skorobogatcenko 7 | Palatul Sporturilor „Dinamo”, Moscova Asistență: 250 Arbitri: Brunner, Salah |
| 12 iulie 2016 18:30 | 5× 3×            | Cronica | 7× 3×             | Palatul Sporturilor „Dinamo”, Moscova Asistență: 250 Arbitri: Brunner, Salah |

| 12 iulie 2016 20:45 | Danemarca | 22 – 15 | Suedia   | ȚSKA, Moscova Asistență: 200 Arbitri: Kleven, Jørum |
| 12 iulie 2016 20:45 | Bardis 4  | (7–7)   | Hansen 6 | ȚSKA, Moscova Asistență: 200 Arbitri: Kleven, Jørum |
| 12 iulie 2016 20:45 | 5× 3×     | Cronica | 4× 2×    | ȚSKA, Moscova Asistență: 200 Arbitri: Kleven, Jørum |

| 12 iulie 2016 20:45 | Croația      | 20 – 21 | România | Palatul Sporturilor „Dinamo”, Moscova Asistență: 100 Arbitri: López, Mata |
| 12 iulie 2016 20:45 | P. Posavec 6 | (10–11) | Ilie 8  | Palatul Sporturilor „Dinamo”, Moscova Asistență: 100 Arbitri: López, Mata |
| 12 iulie 2016 20:45 | 2×           | Cronica | 6× 3×   | Palatul Sporturilor „Dinamo”, Moscova Asistență: 100 Arbitri: López, Mata |

### Semifinalele pentru locurile 5-8
| 14 iulie 2016 12:30 | Coreea de Sud | 24–29   | Norvegia | Palatul Sporturilor „Dinamo”, Moscova Asistență: 200 Arbitri: Covalciuc, Covalciuc |
| 14 iulie 2016 12:30 | Song Ji-e. 8  | (13–14) | Hernes 8 | Palatul Sporturilor „Dinamo”, Moscova Asistență: 200 Arbitri: Covalciuc, Covalciuc |
| 14 iulie 2016 12:30 | 1× 3×         | Cronica | 4× 3×    | Palatul Sporturilor „Dinamo”, Moscova Asistență: 200 Arbitri: Covalciuc, Covalciuc |

| 14 iulie 2016 15:00 | Suedia    | 31–24   | Croația  | Palatul Sporturilor „Dinamo”, Moscova Asistență: 300 Arbitri: Kiașko, Kiselev |
| 14 iulie 2016 15:00 | Bardis 11 | (16–13) | Kalaus 7 | Palatul Sporturilor „Dinamo”, Moscova Asistență: 300 Arbitri: Kiașko, Kiselev |
| 14 iulie 2016 15:00 | 5× 3×     | Cronica | 4× 2×    | Palatul Sporturilor „Dinamo”, Moscova Asistență: 300 Arbitri: Kiașko, Kiselev |

### Semifinalele
| 14 iulie 2016 17:30 | Germania     | 25 – 32 | Rusia                      | Palatul Sporturilor „Dinamo”, Moscova Asistență: 500 Arbitri: Gasmi, Gasmi |
| 14 iulie 2016 17:30 | Ruthenbeck 7 | (12–19) | Skorobogatcenko, Frolova 6 | Palatul Sporturilor „Dinamo”, Moscova Asistență: 500 Arbitri: Gasmi, Gasmi |
| 14 iulie 2016 17:30 | 3×           | Cronica | 6× 3×                      | Palatul Sporturilor „Dinamo”, Moscova Asistență: 500 Arbitri: Gasmi, Gasmi |

| 14 iulie 2016 20:00 | Danemarca  | 28 – 25 | România | Palatul Sporturilor „Dinamo”, Moscova Asistență: 300 Arbitri: Konjičanin, Konjičanin |
| 14 iulie 2016 20:00 | Pedersen 8 | (14–12) | Laslo 8 | Palatul Sporturilor „Dinamo”, Moscova Asistență: 300 Arbitri: Konjičanin, Konjičanin |
| 14 iulie 2016 20:00 | 4× 3×      | Cronica | 4× 3×   | Palatul Sporturilor „Dinamo”, Moscova Asistență: 300 Arbitri: Konjičanin, Konjičanin |

### Locurile 7-8
| 15 iulie 2016 10:30 | Croația       | 30 – 32 | Coreea de Sud | Palatul Sporturilor „Dinamo”, Moscova Asistență: 200 Arbitri: Kurtagić, Wetterwik |
| 15 iulie 2016 10:30 | P. Posavec 10 | (16–16) | Hur 8         | Palatul Sporturilor „Dinamo”, Moscova Asistență: 200 Arbitri: Kurtagić, Wetterwik |
| 15 iulie 2016 10:30 | 6× 3×         | Cronica | 1× 2×         | Palatul Sporturilor „Dinamo”, Moscova Asistență: 200 Arbitri: Kurtagić, Wetterwik |

### Locurile 5-6
| 15 iulie 2016 13:00 | Suedia   | 22 – 32 | Norvegia  | Palatul Sporturilor „Dinamo”, Moscova Asistență: 400 Arbitri: Mitrović, Vešović |
| 15 iulie 2016 13:00 | Bardis 5 | (12–14) | Hernes 10 | Palatul Sporturilor „Dinamo”, Moscova Asistență: 400 Arbitri: Mitrović, Vešović |
| 15 iulie 2016 13:00 | 3× 4×    | Cronica | 3×        | Palatul Sporturilor „Dinamo”, Moscova Asistență: 400 Arbitri: Mitrović, Vešović |

### Finala mică
| 15 iulie 2016 15:30 | România  | 26 – 25 | Germania     | Palatul Sporturilor „Dinamo”, Moscova Asistență: 500 Arbitri: López, Mata |
| 15 iulie 2016 15:30 | Laslo 12 | (17–10) | Ruthenbeck 6 | Palatul Sporturilor „Dinamo”, Moscova Asistență: 500 Arbitri: López, Mata |
| 15 iulie 2016 15:30 | 4×       | Cronica | 10× 1× 2×    | Palatul Sporturilor „Dinamo”, Moscova Asistență: 500 Arbitri: López, Mata |

### Finala
| 15 iulie 2016 18:00 | Danemarca            | 32 – 28 (Prel.) | Rusia             | Palatul Sporturilor „Dinamo”, Moscova Asistență: 1.000 Arbitri: Brunner, Salah |
| 15 iulie 2016 18:00 | M. Nielsen 8         | (15–12)         | Skorobogatcenko 7 | Palatul Sporturilor „Dinamo”, Moscova Asistență: 1.000 Arbitri: Brunner, Salah |
| 15 iulie 2016 18:00 | 4× 2×                | Cronica         | 10× 3× 1×         | Palatul Sporturilor „Dinamo”, Moscova Asistență: 1.000 Arbitri: Brunner, Salah |
| 15 iulie 2016 18:00 | FT: 28–28 Prel.: 4–0 |                 |                   | Palatul Sporturilor „Dinamo”, Moscova Asistență: 1.000 Arbitri: Brunner, Salah |

## Clasament și statistici

### Clasamentul final
| Loc | Echipă        |
| --- | ------------- |
|     | Danemarca     |
|     | Rusia         |
|     | România       |
| 4   | Germania      |
| 5   | Norvegia      |
| 6   | Suedia        |
| 7   | Coreea de Sud |
| 8   | Croația       |
| 9   | Țările de Jos |
| 10  | Ungaria       |
| 11  | Brazilia      |
| 12  | Spania        |
| 13  | Franța        |
| 14  | Angola        |
| 15  | Japonia       |
| 16  | Argentina     |
| 17  | Muntenegru    |
| 18  | China         |
| 19  | Austria       |
| 20  | Egipt         |
| 21  | Tunisia       |
| 22  | Chile         |
| 23  | Kazahstan     |
| 24  | Uzbekistan    |

## Premii
- MVP :  Iaroslava Frolova[5]
- Cea mai bună marcatoare :  Song Ji-eun (85 goluri)

### All-Star Team
- Portar:  Althea Reinhardt
- Extremă dreapta:  Mathilde Toft
- Inter dreapta:  Antonina Skorobogatcenko
- Centru:  Cristina Laslo
- Inter stânga:  Iulia Golikova
- Extremă stânga:  Lærke Pedersen
- Pivot:  Annika Ingenpass

### Clasamentul marcatoarelor
Actualizat pe data de 15 iulie 2016
| Poz. | Nume                     | Echipă        | Goluri | Șuturi | %     |
| ---- | ------------------------ | ------------- | ------ | ------ | ----- |
| 1    | Song Ji-eun              | Coreea de Sud | 85     | 126    | 67,5% |
| 2    | Chaïma Jouini            | Tunisia       | 68     | 136    | 50%   |
| 3    | Cristina Laslo           | România       | 61     | 90     | 67,8% |
| 4    | Mai Kragballe Nielsen    | Danemarca     | 56     | 74     | 75,7% |
| 5    | Bruna de Paula           | Brazilia      | 54     | 83     | 65,1% |
| 6    | Julia Bardis             | Suedia        | 52     | 73     | 71,2% |
| 7    | Stella Posavec           | Croația       | 51     | 65     | 78,5% |
| 8    | Ida Hernes               | Norvegia      | 50     | 67     | 74,6% |
| 9    | Antonina Skorobogatcenko | Rusia         | 50     | 85     | 58,8% |
| 10   | Vilma Nenganga           | Angola        | 50     | 85     | 58,8% |

Sursa: IHF.com